# František Rábek
František Rábek (ur. 17 lutego 1949 w Sládeckovcach) – słowacki duchowny katolicki, ordynariusz wojskowy na Słowacji w latach 2003–2025.

## Życiorys
Święcenia kapłańskie otrzymał 7 czerwca 1972. Inkardynowany do diecezji nitrzańskiej, pracował jako proboszcz i administrator parafialny.

### Episkopat
13 lipca 1991 papież Jan Paweł II mianował go biskupem pomocniczym diecezji nitrzańskiej, ze stolicą tytularną Catrum. Sakry biskupiej udzielił mu kard. Ján Chryzostom Korec.
20 stycznia 2003 papież mianował go pierwszym biskupem polowym Ordynariatu wojskowego na Słowacji. 27 maja 2025 papież Leon XIV przyjął jego rezygnację z urzędu biskupa polowego Ordynariatu Wojskowego na Słowacji złożoną ze względu na wiek. 